# Таэ
Таэ (индон. Bahasa Tae’) — один из австронезийских языков, распространён в провинции Южный Сулавеси (округа Луву и Северный Луву).
По данным Ethnologue, количество носителей данного языка составляло 340 тыс. чел. в 2000 году.
Используется в основном для бытового и домашнего общения, однако существует и письменная традиция (тем не менее, уровень грамотности среди носителей языка невысок, составляя около 20%).

## Диалекты
Среди диалектов данного языка выделяются: буа, северо-восточный луву (боне-боне, масамба), ронкон, южный луву. Цепочка диалектов обнаруживает различную степень схожести с языком тораджа-садан (вплоть до практически полной взаимопонятности).